# Сульфат бериллия
Сульфа́т бери́ллия — химическое соединение с формулой BeSO4. Белое твёрдое кристаллическое вещество. Впервые было обнаружено в 1815 году Якобом Берцелиусом.

## Применение
Смесь сульфатов бериллия и радия использовалась как источник нейтронов в атомных реакторах. Также очень редко применяются в гомеопатии.

## Получение
Сульфат бериллия может быть получен взаимодействием в водном растворе любой соли бериллия с серной кислотой с последующим выпариванием и кристаллизацией продукта реакции. Получаемый гидрат может быть разложен на воду и безводную соль при нагревании до 400 °C.

## Химические свойства
- Разлагается при высокой температуре до оксида бериллия:

{\displaystyle {\mathsf {BeSO_{4}\ {\xrightarrow[{}]{547-600^{o}C}}\ BeO+SO_{3}}}}
- С кипящей водой реагирует, образуя осадок основной соли:

{\displaystyle {\mathsf {2BeSO_{4}+2H_{2}O\ {\xrightarrow[{}]{100^{o}C}}\ Be_{2}SO_{4}(OH)_{2}\downarrow +H_{2}SO_{4}}}}
- В концентрированном аммиачном растворе образует гидроксид бериллия[5]:

{\displaystyle {\mathsf {BeSO_{4}+2NH_{3}*H_{2}O\ {\xrightarrow[{}]{}}\ Be(OH)_{2}\downarrow +(NH_{4})_{2}SO_{4}}}}